# Maurice (cheval)
Maurice (en japonais : モーリス), né le 8 mars 2012, est un cheval de course pur-sang anglais japonais, cheval de l'année au Japon en 2015.

## Carrière de courses

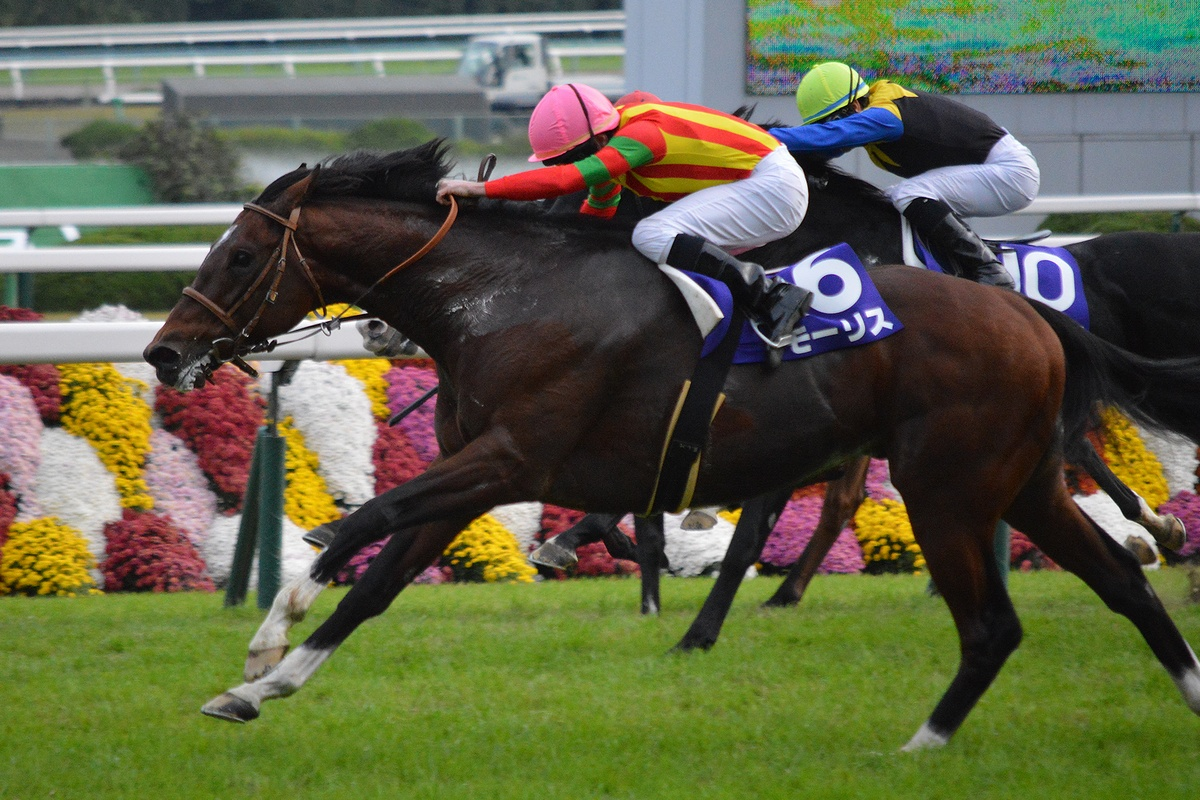
Victoire dans le Mile Championship

Acquis aux ventes de 2 ans pour 10,5 millions de yens (environ 80 000 euros à l'époque) par Katsumi Yoshida, la fondatrice de Northern Farm, l'autre grande entité, avec Shadai Farm, de l'empire hippique de la famille Yoshida, Maurice est envoyé à l'entraînement chez Naohiro Yoshida. Il se montre relativement prometteur à 2 ans, remportant deux victoires (dont son maiden en un temps record), mais échoue dans un groupe 2 disputé à Tokyo. L'année suivante, son programme témoigne autant de l'estime que lui porte son entourage, puisqu'il se produit dans les courses de groupe, que de sa difficulté à répondre aux attentes : il ne peut que figurer au printemps, ne prenant qu'un seul accessit dans une course mineure à Kyoto. En juin, il est retiré des boxes de Naohiro Yoshida et envoyé dans ceux de Noriyuki Hori, et on ne le revoit plus de la saison.

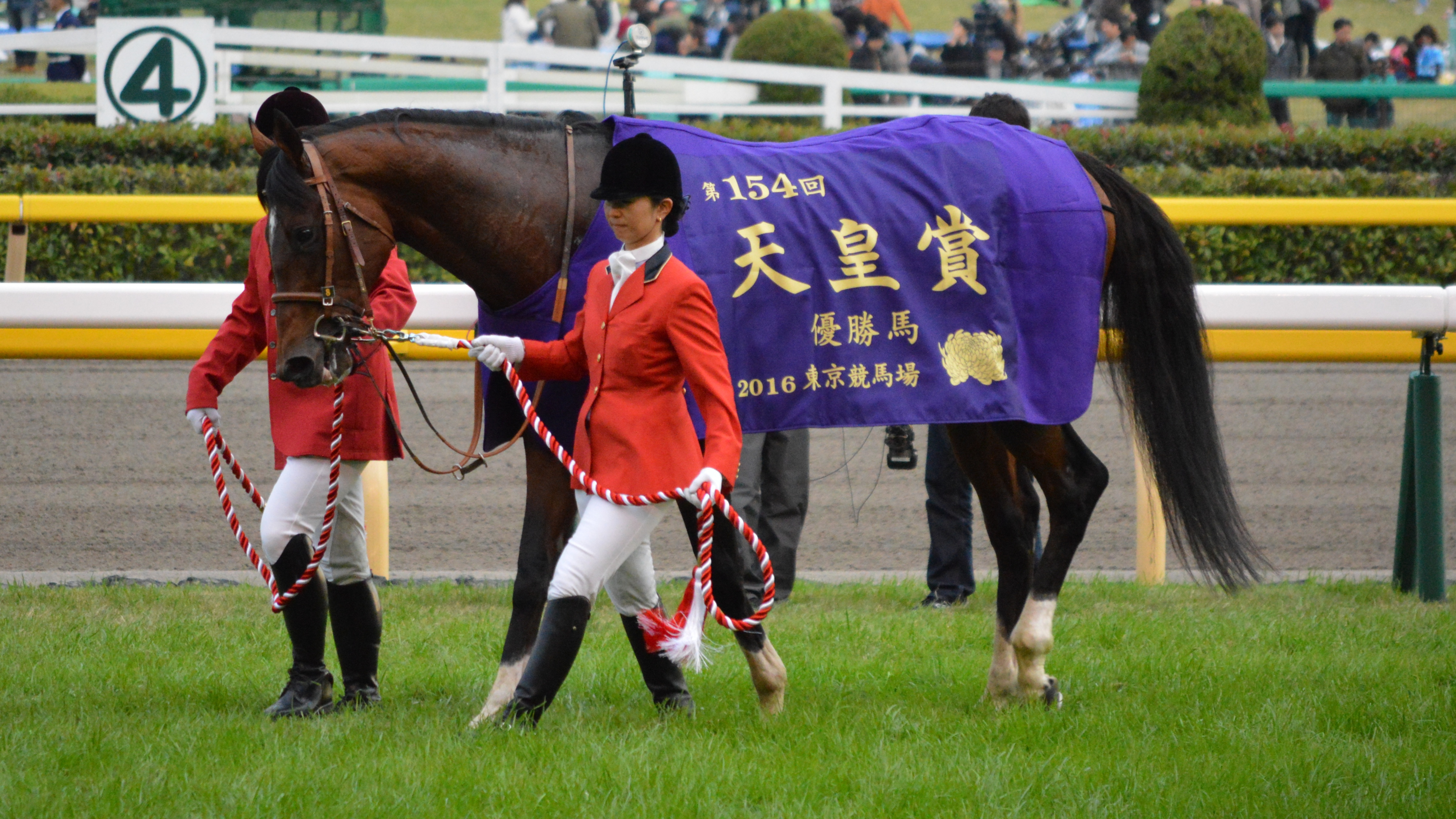
Après le Tenno Sho 2016

De retour à 4 ans, Maurice n'est plus le même cheval. Il s'impose deux fois au début de l'année puis remporte facilement une première course de groupe, le Lord Derby Challenge Trophy, puis confirme au plus haut niveau en s'adjugeant le Yasuda Kinen, la grande course japonaise du printemps pour les milers. Désormais au sommet de la hiérarchie chez les milers, il revient en force à l'orée de l'hiver et s'impose coup sur coup dans le Mile Championship puis le Hong Kong Mile, à chaque fois monté par l'Anglais Ryan Moore. Invaincu tout au long de l'année, lauréat des trois plus grandes courses d'Asie sur le mile, Maurice est élu cheval de l'année au Japon, avec 215 voix sur 295, et meilleur miler de l'année.
À 5 ans, Maurice rentre en mai à Honk Kong, où il s'impose d'emblée dans le Champions Mile, mais échoue à réaliser le doublé dans le Yasuda Kinen, sa première défaite depuis près d'un an et demi. Son entourage décide alors de le faire monter en distance. Il s'y essaie pour la première fois dans un groupe 2 disputé fin août à Sapporo et doit s'avouer battu. Pourtant, il démontre fin octobre que son entourage avait vu juste en misant sur sa tenue, puisqu'il remporte le Tenno Sho d'automne sur 2 000 mètres, puis termine sa carrière en retournant une dernière fois à Sha Tin, où il restera invaincu puisqu'il s'adjuge la Hong Kong Cup avant d'entrer au haras. Ses succès font grimper son rating FIAH à 127, soit le cinquième meilleur rating mondial de l'année.

### Résumé de carrière
| Date        | Hippodrome  | Pays        | Course                      | Statut      | Distance    | Jockey          | Place       | Écart       | Vainqueur ou deuxième |
| 2013, 2 ans | 2013, 2 ans | 2013, 2 ans | 2013, 2 ans                 | 2013, 2 ans | 2013, 2 ans | 2013, 2 ans     | 2013, 2 ans | 2013, 2 ans | 2013, 2 ans           |
| ----------- | ----------- | ----------- | --------------------------- | ----------- | ----------- | --------------- | ----------- | ----------- | --------------------- |
| 6 octobre   | Kyoto       | Japon       | Inédits                     |             | 1 400 m     | Hiroyuki Uchida | 1er / 12    |             | Invoke                |
| 9 novembre  | Tokyo       | Japon       | Keio Hai Nisai Stakes       | Gr. 2       | 1 400 m     | Ryan Moore      | 6e / 14     | 2 ½         | Karada Legend         |
| 23 décembre | Hanshin     | Japon       | Manryo Stakes               |             | 1 400 m     | Masamasa Kawada | 1er / 11    |             | Fermezza              |
| 2014, 3 ans |             |             |                             |             |             |                 |             |             |                       |
| 12 janvier  | Kyoto       | Japon       | Shinzan Kinen               | Gr. 3       | 1 600 m     | Hiroyuki Uchida | 5e / 13     | 6 ½         | Mikki Isle            |
| 23 mars     | Nakayama    | Japon       | Spring Stakes               | Gr. 2       | 1 800 m     | Masamasa Kawada | 4e / 15     | 2 ¾         | Rosa Gigantea         |
| 10 mai      | Kyoto       | Japon       | Kyoto Shimbun Hai           | Gr. 2       | 2 220 m     | Masamasa Kawada | 7e / 18     | 3 ¼         | Hagino Hybrid         |
| 31 mai      | Kyoto       | Japon       | Shirayuri Stakes            |             | 1 800 m     | Shun Hamanaka   | 3e / 12     |             | Staphanos             |
| 2015, 4 ans |             |             |                             |             |             |                 |             |             |                       |
| 25 janvier  | Nakayama    | Japon       | Wakashio Sho                |             | 1 600 m     | Francis Berry   | 1er / 18    |             | Sakura Damour         |
| 7 mars      | Nakayama    | Japon       | Spica Stakes                |             | 1 800 m     | Keita Tozaki    | 1er / 18    |             | Daiwa Liberal         |
| 5 avril     | Nakayama    | Japon       | Lord Derby Challenge Trophy | Gr. 3       | 1 600 m     | Keita Tozaki    | 1er / 16    | 3 ½         | Clarity City          |
| 7 juin      | Tokyo       | Japon       | Yasuda Kinen                | Gr. 1       | 1 600 m     | Masamasa Kawada | 1er / 16    | encolure    | Vincennes             |
| 22 novembre | Kyoto       | Japon       | Mile Championship           | Gr. 1       | 1 600 m     | Ryan Moore      | 1er / 18    | 1 ¼         | Fiero                 |
| 13 décembre | Sha Tin     | Hong Kong   | Hong Kong Mile              | Gr. 1       | 1 600 m     | Ryan Moore      | 1er / 14    | 3/4         | Giant Treasure        |
| 2016, 5 ans |             |             |                             |             |             |                 |             |             |                       |
| 1er mai     | Sha Tin     | Hong Kong   | Champions Mile              | Gr. 1       | 1 600 m     | João Moreira    | 1er / 12    | 2           | Contentment           |
| 5 juin      | Tokyo       | Japon       | Yasuda Kinen                | Gr. 1       | 1 600 m     | Tommy Berry     | 2e / 12     | 1 ¼         | Logotype              |
| 21 août     | Sapporo     | Japon       | Sapporo Kinen               | Gr. 2       | 2 000 m     | João Moreira    | 2e / 16     | 2           | Neorealism            |
| 30 octobre  | Tokyo       | Japon       | Tenno Sho (Automne)         | Gr. 1       | 2 200 m     | Ryan Moore      | 1er / 15    | 1 ½         | Real Steel            |
| 11 décembre | Sha Tin     | Hong Kong   | Hong Kong Cup               | Gr. 1       | 2 200 m     | Ryan Moore      | 1er / 12    | 3           | Secret Weapon         |

## Au haras
Maurice effectue sa carrière d'étalon à Shadai Farm (à 4 millions de yens, puis 8 millions à partir de 2023) et à Arrowfield Stud, le plus grand haras australien, à Aus$ 82 500. Il est notamment le père de : 
- Geraldina (par la grande championne Gentildonna) : Queen Elizabeth II Cup, 3e Arima Kinen.
- Pixie Night : Sprinters Stakes.
- Admire Zoom : Asahi Hai Futurity Stakes.
- Jack d'Or : Ōsaka Hai.
- Hitotsu : Victoria Derby, Australian Guineas, Australian Derby
- Mazu : Doomben 1000.

## Origines
Maurice est issu de la première génération des produits de Screen Hero, dont le principal titre de gloire est sa victoire dans la Japan Cup 2008, dans laquelle il défit la grande Vodka. Il est aussi le père de Gold Actor (Arima Kinen) et Win Marilyn (Hong Kong Vase). La mère, Mejiro Frances, était atteinte de lenteur puisqu'elle ne put prendre le moindre accessit en huit sorties, et Maurice est son seul produit de talent. En revanche la deuxième mère, Mejiro Monterey, avait montré des moyens puis qu'elle remporta la Copa Repulica Argentina et l'America Jockey Club, deux groupe 2 japonais.  

### Pedigree
| Origines de Maurice (JPN), mâle bai né en 2011 | Origines de Maurice (JPN), mâle bai né en 2011 | Origines de Maurice (JPN), mâle bai né en 2011 | Origines de Maurice (JPN), mâle bai né en 2011 |
| ---------------------------------------------- | ---------------------------------------------- | ---------------------------------------------- | ---------------------------------------------- |
| Père Screen Hero 2004                          | Grass Wonder 1995                              | Silver Hawk                                    | Roberto                                        |
| Père Screen Hero 2004                          | Grass Wonder 1995                              | Silver Hawk                                    | Gris Vitesse                                   |
| Père Screen Hero 2004                          | Grass Wonder 1995                              | Ameriflora                                     | Danzig                                         |
| Père Screen Hero 2004                          | Grass Wonder 1995                              | Ameriflora                                     | Graceful Touch                                 |
| Père Screen Hero 2004                          | Running Heroine 1993                           | Sunday Silence                                 | Halo                                           |
| Père Screen Hero 2004                          | Running Heroine 1993                           | Sunday Silence                                 | Wishing Well                                   |
| Père Screen Hero 2004                          | Running Heroine 1993                           | Dyna Actress                                   | Northern Taste                                 |
| Père Screen Hero 2004                          | Running Heroine 1993                           | Dyna Actress                                   | Model Sport                                    |
| Mère Mejiro Frances 2001                       | Carnegie 1991                                  | Sadler's Wells                                 | Northern Dancer                                |
| Mère Mejiro Frances 2001                       | Carnegie 1991                                  | Sadler's Wells                                 | Fairy Bridge                                   |
| Mère Mejiro Frances 2001                       | Carnegie 1991                                  | Detroit                                        | Riverman                                       |
| Mère Mejiro Frances 2001                       | Carnegie 1991                                  | Detroit                                        | Derna                                          |
| Mère Mejiro Frances 2001                       | Mejiro Monterey 1986                           | Mogami                                         | Lyphard                                        |
| Mère Mejiro Frances 2001                       | Mejiro Monterey 1986                           | Mogami                                         | No Luck                                        |
| Mère Mejiro Frances 2001                       | Mejiro Monterey 1986                           | Mejiro Quincey                                 | Fidion                                         |
| Mère Mejiro Frances 2001                       | Mejiro Monterey 1986                           | Mejiro Quincey                                 | Mejiro Bosatsu (famill 10-d)                   |